# Elías Cairel

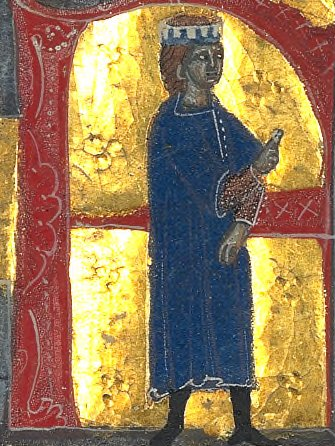
Elías Cairel.

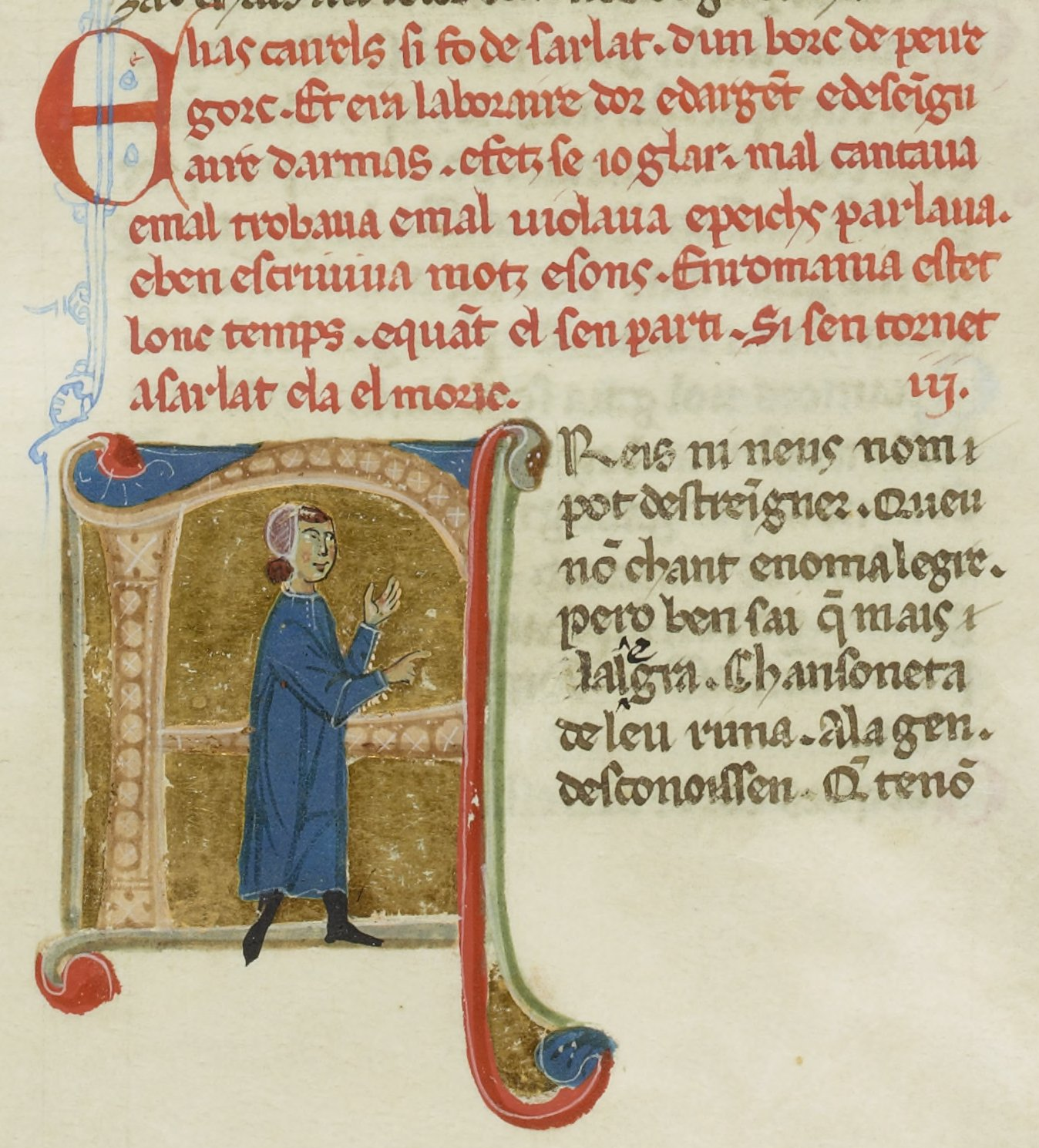
Manuscrito de Elías Cairel en la Biblioteca Nacional de Francia.

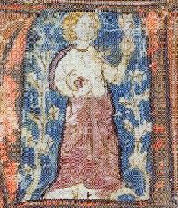
Elías Cairel.

Elías Cairel (también Elias Cayrel, Cairels, Carelz o Caire) fue un trovador provenzal que nació y murió  en Sarlat (Dordoña) del que se conoce que tuvo actividad literaria entre 1204 y 1222.
Era orfebre de profesión, pero enamorado de la poesía, se propuso descubrir el mundo.
A partir de c. 1190 hubo un importante trasvase de poetas, entre ellos Cairel, con origen en el sur francés hacia las ricas cortes de los nobles del norte de Italia, que se incrementaría con el comienzo de la Cruzada albigense en 1208. Viajó con la Cuarta Cruzada y se estableció en el Reino de Tesalónica en la corte de Bonifacio de Montferrato (1204-1208/10) antes de regresar a Europa occidental, donde residió en España (en la corte de Alfonso IX, 1210-11) y Lombardía (1219-1222/24).
De su obra han pervivido catorce textos: diez canciones, una tensón, un descort, un sirventés y una canción de cruzada. Le gustaba utilizar rimas con estribillo y coblas capfinidas, donde en el primer verso de cada cobla aparece una palabra del último verso de la anterior.
La vida (en occitano) de Elias se conserva en tres manuscritos con una variante en un cuarto diseñado para refutar los otros tres. Según su biógrafo, era orfebre de oro y plata y un armero que al final se dedicó a la juglaría. Sus canciones, composiciones, música de instrumentos de cuerda y dicción eran considerados como "malos", pero su biógrafo también dice que "bien escribió letras y canciones", lo que implica una distinción entre su composición y su texto. Supuestamente regresó de Rumania para morir en Sarlat.
Elias compuso su único tensón con la trobairitz Ysabella, que pudo haber sido una noble de alto rango de Italia o Grecia, o tal vez solo una muchacha local del Périgord a quien Elías hubiese conoció en su juventud. Ella es también el destinatario de otros dos poemas. Elias también dedicó una cansó: Totz mos cors e mos sens a Roiz Dies, probablemente Ruy o Rodrigo Díaz, identificado frecuentemente como Rodrigo Díaz de los Cameros, noble español, y otro a Conon de Béthune (mon seignor Coino), uno de los más importantes señores de su tiempo, que fue también trovador y cruzado. Elías también pudo haber estado presente en la batalla de Las Navas de Tolosa en 1212.
En su Toz m'era de chantar gequiz, el trovador boloñés Rambertino Buvalelli le pide a Elias que lleve el poema a Beatrice d'Este cuando viaja a la corte de Azzo VII en Este (Véneto).

## Obras

### Cansós
- Abril ni mai non aten de far vers
- Ara no vei puoi ni comba
- Estat ai dos ans (dedicada a Ysabella)
- Freit ni ven, no·m posc destreigner
- Lo rossinhols chanta tan dousamen
- Mout mi platz lo doutz temps d'abril (dedicada a Ysabella)
- Per mantener joi e chant e solatz
- Si cum cel qe sos compaignos
- So qe·m sol dar alegranssa
- Totz mos cors e mos sens (dedicada a Ruíz)

### Cansó de Cruzada
- Qui saubes dar tan bo conselh denan

### Descort
- Qan la freidors irais l'aura dousana

### Sirventés
- Pois chai la fuoilla del garric

### Tensones
- N'Elyas Cairel, de l'amor (con Ysabella)

### Composiciones atribuidas de otros trovadores
- Amors, ben m'avetz tengut (Elías de Barjols)
- Ar agues eu mil marcs de fin argen (Pistoleta)
- En atretal esperansa (Guiraut de Salignac)